# La Biesca
Se denomina como La Biesca al bosque de avellanos más grande de la cordillera Cantábrica,y uno de los más extensos de Europa. Se encuentra situado en Solle, un pueblo del municipio de Puebla de Lillo, en la provincia de León, España
Es la mayor atracción turística de Solle, este pequeño pueblo de la montaña leonesa.
Hasta este bosque acuden todos los findes de semanas decenas de turistas a realizar la ruta de la Biesca. Esta ruta esta anegada por la nieve los meses de invierno, parte del otoño y principios de primavera, por lo que la afluencia de turistas para realizarla se ve interrumpida. La ruta pasa por el interior del bosque, por lo que al realizarla se pueden apreciar unas impresionantes vistas de este bosque de avellanos, así como de los picos del Mampodre, el mismo pueblo de Solle y de toda la montaña del alto Porma en general.